# Xã Holmwood, Quận Jewell, Kansas
Xã Holmwood (tiếng Anh: Holmwood Township) là một xã thuộc quận Jewell, tiểu bang Kansas, Hoa Kỳ. Năm 2010, dân số của xã này là 44 người.